# يانيس ديفيد
يانيس ديفيد (بالفرنسية: Yanis David)‏ هي منافسة ألعاب القوى فرنسية، ولدت في 12 ديسمبر 1997 في لزابيم في فرنسا.

## وصلات خارجية
- يانيس ديفيد على موقع الاتحاد الدولي لألعاب القوى (الإنجليزية)
- يانيس ديفيد على موقع الاتحاد الفرنسي لألعاب القوى (الفرنسية)
- يانيس ديفيد على موقع TFRRS.org (الإنجليزية)
- يانيس ديفيد على موقع اللجنة الأولمبية الدولية (الإنجليزية)
- يانيس ديفيد على موقع أوليمبيديا (الإنجليزية)
- يانيس ديفيد على موقع اللجنة الأولمبية الفرنسية (مؤرشف) (الفرنسية)